# Otiorhynchus cribricollis
Otiorhynchus cribricollis es un coleóptero de la familia Curculionidae que en determinados momentos puede ser una plaga de los cultivos. Afecta principalmente a las oleáceas (olivo, jazmín, aligustre, lila etc. aunque también puede afectar a frutales de hueso, de pepita, cítricos, viña etc. y plantas hortícolas.
En España según las zonas recibe el nombre vulgar de: otiorrinco, gorgojo, serreta, escarabajuelo picudo y otros.

## Generalidades
O. cribricollis es originario de Europa meridional y mediterránea aunque está extendido por el norte de África. Se ha introducido accidentalmente también en Estados Unidos, Australia y Nueva Zelanda.
En Italia y España está presente en todas las zonas oleícolas.

## Descripción
El adulto es de forma oval y de color negro con antenas negro rosadas. Los élitros presentan diez profundas acanaladuras y punteados. Tienen los élitros soldados y no pueden volar. es una especie partenogenética, con rara presencia de machos. Tiene entre 6 y 8 mm de longitud.
Los huevos son elipsoidales de color marfil.
Las larvas son amarillentas de unos 8-9 mm de longitud.

## Biología
O. cribricollis solo tiene una generación anual e inverna en forma de larva.
Los adultos aparecen a principios de verano se reproducen normalmente por partenogénesis y ponen los huevos en otoño hasta llegar a unos 70-200 huevos por hembra que son depositados en la superficie del terreno o ligeramente enterrados; de ellos nacen las larvas después de 3 o 4 semanas que se alimentan de las raíces de plantas herbáceas; llegan a la madurez después de pasar por diez estadios larvarios, pasan a pupa durante el transcurso del invierno y de la que salen los adultos sobre el mes de junio.

## Daños
Los adultos durante el día se refugian en el terreno generalmente cerca de las plantas atacadas, a pocos centímetros de profundidad. Durante la noche suben a las plantas para alimentarse de las hojas y de la corteza joven.
Los adultos realizan unas características mordeduras en forma de media luna en los márgenes de las hojas, mientras que las larvas dañan las raíces de plantas hortícolas y otras herbáceas. 
Los daños más importantes son los de los adultos y tienen especial importancia en árboles jóvenes e injertos principalmente. En árboles adultos, aunque se producen, no tienen tanta importancia.
En semilleros de cítricos producen erosiones en las jóvenes plantas comprometiendo su viabilidad.

## Control

### Intervenciones agronómicas
Puede utilizarse bandas engomadas o pastas pegajosas alrededor de los troncos para impedir que los adultos suban por ellos.
Eliminar las hierbas en las proximidades de los olivos jóvenes así como cavar el terreno alrededor también ayuda en su control.

### Intervenciones químicas
Pueden realizarse intervenciones químicas sobre la planta para eliminar los adultos cuando se alimenten de las hojas y también en el terreno alrededor de la planta para eliminar adultos y larvas.